# Аеродром Базел-Милуз-Фрајбург
Евроаеродром Базел—Милуз—Фрајбург (фр. Aéroport de Bâle-Mulhouse-Fribourg,  ; до 1987. познат као аеродром Базел—Милуз (фр. Aéroport de Bâle-Mulhouse); : , : ) је међународни аеродром 3,5 km северозападно од Базела (Швајцарска), 20 km југоисточно од Милуза (Француска) и 46 km југозападно од Фрајбурга (Немачка). Аеродром се налази на подручју Француске у општини Сент Луис.
Евроаеродром је 2018. године залежио први пут више од 8 милиона путника.
Авио-превозник који има седиште на женевском аеродрому је „Изиџет Швајцарска”.

## Историја
Планови за изградњу швајцарско-француског аеродрома почели су 1930-их година, али су били обустављени почетком Другог светског рата.
Године 1946. договорено је да се аеродром лоцира на удаљености од 4 km од града Блоцхајма. Французи су припремили терен, а Швајцарци (односно град Базел) финансирали изградњу. Изградња аеродрома почела је 8. марта 1946. године и аеродром, са пистама дужине 1.200 m, званично је отворен 8. маја 1946. године.

## Авио-компаније и дестинације
Следеће авио-компаније користе Евроаеродром Базел—Милуз—Фрајбург (од јануара 2008):
- Ајгл азур (Алжир, Константин, Хургада)
- Атлас блу (Маракеш)
- Бритиш ервејз (Лондон-Хитроу)
- Ер Алжир (Константин)
- Ер Берлин (Ираклион, Кос, Ламенција Терм, Лансароте, Лас Палмас, Нирнбург, Палма де Мајорка, Родос, Тенерифе-Југ, Фуертевентура, Хургада)
- Ерлајнер (Рен)
- Ер трансат (Монтреал) [од 29. маја 2008.]
- Ер Франс (Бордо, Клермон, Лион, Париз-Орли, Париз-Шарл де Гол)
- Исланд експрес (Рејкјавик)
- Изиџет (Берлин-Шенефелд, Ливерпул, Лондон-Лутон, Лондон-Станстед)
  - Изиџет Швајцарска (Аликанте, Амстердам, Барселона, Истанбул-Сабих Гокчен, Лисабон, Мадрид, Малага, Маракеш, Напуљ, Ница, Олбија, Палма де Мајорка, Порто, Рим-Чампино, Хамбург)
- Корендон ерлајнс (Бодрум) [од лето 2008.]
- ЛТЕ интернашонал ервејз (Лас Палмас)
- Луфтханза (Диселдорф, Минхен, Франкфурт)
- Онур ер (Анталија)
- Остријан ерлајнс
  - летове обавља Остријан ароуз (Беч)
- Пегасус ерлајнс (Анталија) [од лето 2008.]
- Рајан ер (Аликанте, Барселона-Гирона, Валенсија, Даблин, Стокхолм-Скавста)
- Сајмбер ер (Копенхаген)
- Сан експрес (Анталија, Измир)
- Свис интернашонал ер лајнс
  - летове обавља Свис јуропијан ер лајнс (Амстердам, Барселона, Београд [почиње 28. марта 2008.], Брисел, Будимпешта, Варшава, Лондон-Град, Манчестер, Ница, Праг, Цирих)
- Скај ерлајнс (Анталија)
- Твин џет (Марсеј, Тулуз)
- ТУИфлај (Бари, Ираклион, Крф, Кос, Лансароте, Менорка, Палма, Палма де Мајорка, Родос, Тенерифе-Југ, Фаро, Фуертевентура, Фуншал, Хургада)
- Теркиш ерлајнс (Истанбул-Ататурк)

### Карго авио-компаније
- Коријан ер (Сеул-Инчеон)